# هال ال‌اواچ
هال ال‌اواچ (به انگلیسی: HAL Light Observation Helicopter) یک بالگرد ساختِ کارخانهٔ هیندوستان آیروناتیکس در کشور هند است. نخستین استفاده‌کنندهٔ این بالگرد نیروهای مسلح هند بوده‌است. این بالگرد برای نخستین بار در ۲۰۱۵ میلادی مورد استفاده قرار گرفت.